# Runar Fotball
Il Runar Fotball è una società calcistica norvegese con sede nella città di Sandefjord. Militò fino al 2010 nella 3. divisjon, la quarta divisione del campionato norvegese, ma poi la squadra fu retrocessa.

## Storia
Fu fondato il 7 gennaio 1949. L'ultima stagione disputata nell'Adeccoligaen è quella del 1997 e all'epoca faceva parte della squadra Morten Fevang, che in seguito sarebbe diventato un calciatore della Norvegia. Nel tardo 1998, formò assieme ai rivali cittadini del Sandefjord Ballklubb il Sandefjord Fotball, con l'obiettivo di portare questo nuovo club nella élite del calcio norvegese. Il piano ebbe effettivamente successo, con poiché la nuova società militò per diversi anni anche nella Tippeligaen.